# Nejc Pačnik
Nejc Pačnik (né le 28 octobre 1990 à Slovenj Gradec) est un accordéoniste de Styrie slovène.

## Biographie
Nejc Pačnik s'intéresse à l'accordéon à l'âge de cinq ans et apprend l'instrument, un accordéon de Styrie. Il commence à remporter des concours à huit ans.
À douze ans, il participe à un concert de charité où il est repéré par Robert Goter. Peu après, il assiste à des classes de maître avec Goter qui devient son professeur et aide dans les compétitions.
En 2007, il est champion d'Europe et vice-champion du monde. En 2009, il est champion du monde junior puis champion du monde en 2015.

## Source de la traduction
- (de) Cet article est partiellement ou en totalité issu de l’article de Wikipédia en allemand intitulé « Nejc Pačnik » (voir la liste des auteurs).